# Franco Canali
Franco Canali (Desio, 15 gennaio 1926) è un ex calciatore italiano, di ruolo attaccante.

## Caratteristiche tecniche
Giocò nel ruolo di ala sinistra.

## Carriera
Giocò in Serie A con il Modena ed in Serie B con Seregno e Pro Sesto, terminando la carriera nel 1950 a causa di una frattura alla caviglia.